# Prokike
Prokike (srbsky Прокике) je malá vesnice v Chorvatsku v Licko-senjské župě. Je součástí opčiny Brinje, od jejíhož stejnojmenného střediska se nachází asi 4 km na jihovýchod. V roce 2011 zde žilo 102 obyvatel, do roku 1991 byli téměř všichni srbské národnosti. Nejvíce obyvatel (1 209) zde žilo v roce 1910.
Vesnice leží na silnici D23, blízko prochází dálnice A1. Sousedními vesnicemi jsou Brinje, Krivi Put a Žuta Lokva.